# Dent de Folliéran
 (juillet 2018).
Si vous disposez d'ouvrages ou d'articles de référence ou si vous connaissez des sites web de qualité traitant du thème abordé ici, merci de compléter l'article en donnant les références utiles à sa vérifiabilité et en les liant à la section « Notes et références ».
La dent de Folliéran (2 340 m) est une montagne des Préalpes fribourgeoises située au sud de Charmey, dans le canton suisse de Fribourg. Il se trouve entre le Vanil Noir et la dent de Brenleire. Il est l'un des cinq sommets du canton d'une altitude excédant 2 300 mètres, les autres étant le Vanil Noir, le Vanil de l'Ecri, la pointe de Paray et de la dent de Brenleire.